# Ceylanosybra baloghi
Ceylanosybra baloghi là một loài bọ cánh cứng trong họ Cerambycidae.